# Heitor de Araújo Sales
Heitor de Araújo Sales (ur. 29 lipca 1926 w São José de Mipibu) – brazylijski duchowny rzymskokatolicki, w latach 1993–2003 arcybiskup metropolita Natal.

## Życiorys
Święcenia kapłańskie przyjął 3 grudnia 1950. 5 maja 1978 został prekonizowany biskupem Caicó. Sakrę biskupią otrzymał 16 lipca 1978. 27 października 1993 został mianowany arcybiskupem metropolitą Natal. 26 listopada 2003 przeszedł na emeryturę.